# (17072) Athiviraham
(17072) Athiviraham es un asteroide perteneciente al cinturón de asteroides, descubierto el 7 de abril de 1999 por el equipo del Lincoln Near-Earth Asteroid Research desde el Laboratorio Lincoln, Socorro, Nuevo México.

## Designación y nombre
Designado provisionalmente como 1999 GT31. Fue nombrado en honor a Anand Athiviraham (n. 1986) quien obtuvo el tercer lugar en la Feria Internacional de Ciencia e Ingeniería Intel de 2003 por su proyecto de medicina y salud. Asiste a la escuela secundaria Saint Thomas en Pointe-Claire, Quebec, Canadá.

## Características orbitales
Athiviraham está situado a una distancia media del Sol de 2,261 ua, pudiendo alejarse hasta 2,463 ua y acercarse hasta 2,059 ua. Su excentricidad es 0,089 y la inclinación orbital 7,761 grados. Emplea 1241,88 días en completar una órbita alrededor del Sol.

## Características físicas
La magnitud absoluta de Athiviraham es 15,50.